# Gail Sherriff
Gail Chanfreau, nascuda Gail Vivian Sherriff (Bondi, Nova Gal·les del Sud, 3 d'abril de 1945), també coneguda com a Gail Lovera o Gail Benedetti, és una exjugadora de tennis francesa d'origen australià.
En el seu palmarès destaquen quatre títols en dobles femenins de Roland Garros de set finals de Grand Slam disputades. Va formar part dels equips australià (1966-1968) i francès (1969-1980) de la Copa Federació.

## Biografia
Va néixer a Austràlia, fill de Ross Sheriff. La seva germana Carol Sheriff també fou tennista professional i van arribar a enfrontar-se en diverses ocasions al circuit WTA.
Es va traslladar a França l'any 1968 coincidint amb el seu casament amb el tennista francès Jean-Baptiste Chanfreau, adquirint automàticament aquesta nacionalitat. Posteriorment també es va casar en segones núpcies amb el també tennista i arquitecte francès Jean Lovera.

## Torneigs de Grand Slam

### Dobles femenins: 7 (4−3)
| Resultat   | Núm. | Any  | Torneig                  | Parella            | Oponents                               | Marcador      |
| ---------- | ---- | ---- | ------------------------ | ------------------ | -------------------------------------- | ------------- |
| Guanyadora | 1.   | 1967 | Internationaux de France | Françoise Dürr     | Annette Van Zyl Pat Walkden            | 6−2, 6−2      |
| Guanyadora | 2.   | 1970 | Roland Garros (2)        | Françoise Dürr     | Rosie Casals Billie Jean King          | 6−1, 3−6, 6−3 |
| Guanyadora | 3.   | 1971 | Roland Garros (3)        | Françoise Dürr     | Helen Gourlay Kerry Harris             | 6−4, 6−1      |
| Finalista  | 1.   | 1971 | US Open                  | Françoise Dürr     | Rosie Casals Judy Tegart               | 3−6, 3−6      |
| Finalista  | 2.   | 1974 | Roland Garros            | Katja Burgemeister | Chris Evert Olga Morozova              | 4−6, 6−2, 1−6 |
| Guanyadora | 4.   | 1976 | Roland Garros (4)        | Fiorella Bonicelli | Kathleen Harter Helga Niessen Masthoff | 6−4, 1−6, 6−3 |
| Finalista  | 3.   | 1978 | Roland Garros (2)        | Lesley Turner      | Mima Jaušovec Virginia Ruzici          | 7−5, 4−6, 6−8 |

## Palmarès

### Individual: 15 (8−7)
| Títols per superfície |
| --------------------- |
| Dura (1−0)            |
| Gespa (1−1)           |
| Terra batuda (6−5)    |

| Resultat   | Núm. | Data                   | Torneig                    | Superfície   | Oponent             | Marcador              |
| ---------- | ---- | ---------------------- | -------------------------- | ------------ | ------------------- | --------------------- |
| Finalista  | 1.   | 20 de gener de 1964    | Hobart, Austràlia          | Terra batuda | Madonna Schacht     | 1−6, 8−6, 10−8        |
| Guanyadora | 1.   | 26 de desembre de 1964 | Adelaida, Austràlia        | Gespa        | Billie Jean Moffitt | 2−6, 6−4, 6−1         |
| Guanyadora | 2.   | 27 de març de 1967     | Ais de Provença, França    | Terra batuda | Jill Cottrill       | 7−5, 13−11            |
| Finalista  | 2.   | 28 de gener de 1968    | Auckland, Nova Zelanda     | Gespa        | Kerry Melville      | 8−6, 6−1              |
| Guanyadora | 3.   | 15 d'abril de 1968     | Ais de Provença (2)        | Terra batuda | Rosie Darmon        | 6−3, 6−1              |
| Finalista  | 3.   | 15 de juliol de 1969   | Cincinnati, Estats Units   | Terra batuda | Lesley Turner       | 1−6, 7−5, 10−10, ret. |
| Guanyadora | 4.   | 22 de juliol de 1969   | Indianapolis, Estats Units | Terra batuda | Linda Tuero         | 6−2, 6−2              |
| Finalista  | 4.   | 20 de juliol de 1970   | Indianapolis               | Terra batuda | Linda Tuero         | 7−5, 6−1              |
| Guanyadora | 5.   | 5 d'abril de 1971      | Montecarlo, Mònaco         | Terra batuda | Betty Stöve         | 6−4, 6−4, 6−4         |
| Finalista  | 5.   | 19 d'abril de 1971     | Catània, Itàlia            |              | Virginia Wade       | 6−0, 6−3              |
| Guanyadora | 6.   | 16 d'octubre de 1972   | Barcelona, Espanya         | Terra batuda | Nathalie Fuchs      | 6−1, 6−4              |
| Guanyadora | 7.   | 8 de juliol de 1974    | Dublín, Irlanda            | Dura         | Raquel Giscafré     | 6−4, 6−1              |
| Finalista  | 6.   | 5 d'agost de 1974      | Indianapolis (2)           | Terra batuda | Chris Evert         | 6−0, 6−0              |
| Guanyadora | 8.   | 10 de setembre de 1974 | Ais de Provença (3)        | Terra batuda | Odile de Roubin     | 6−4, 6−3              |
| Finalista  | 7.   | 5 de juliol de 1976    | Gstaad, Suïssa             | Terra batuda | Michèle Gurdal      | 4−6, 6−2, 6−3         |

### Dobles femenins: 38 (18−20)
| Títols per superfície |
| --------------------- |
| Dura (0−0)            |
| Gespa (4−10)          |
| Terra batuda (13−9)   |
| Moqueta (0−1)         |

| Resultat   | Núm. | Data                   | Torneig                          | Superfície   | Parella              | Oponents                                  | Marcador      |
| ---------- | ---- | ---------------------- | -------------------------------- | ------------ | -------------------- | ----------------------------------------- | ------------- |
| Finalista  | 1.   | 20 de gener de 1964    | Hobart, Austràlia                | Gespa        | Kerry Melville       | Robyn Ebbern Joan Gibson                  | 6−2, 4−6, 5−7 |
| Finalista  | 2.   | 26 de desembre de 1964 | Adelaida, Austràlia              | Gespa        | Carol Sherriff       | Robyn Ebbern Billie Jean Moffitt          | 1−6, 2−6      |
| Guanyadora | 1.   | 19 d'abril de 1965     | Ais de Provença, França          | Terra batuda | Carol Sherriff       | Jill Blackman Christiane Mercelis         | 7−5, 4−6, 6−3 |
| Finalista  | 3.   | 18 de juliol de 1966   | Hilversum, Països Baixos         | Terra batuda | Betty Stöve          | Elly Krocke Annette Van Zyl               | 3−6, 6−2, 1−6 |
| Guanyadora | 2.   | 2 de gener de 1967     | Perth, Austràlia                 | Gespa        | Françoise Dürr       | Rosie Casals Nancy Richey                 | 4−6, 6−4, 6−0 |
| Finalista  | 4.   | 29 de gener de 1967    | Auckland, Nova Zelanda           | Gespa        | Kerry Melville       | Rosie Casals Françoise Dürr               | 4−6, 8−10     |
| Guanyadora | 3.   | 22 de maig de 1967     | Internationaux de France, França | Terra batuda | Françoise Dürr       | Annette Van Zyl Pat Walkden               | 6−2, 6−2      |
| Finalista  | 5.   | 1 d'agost de 1967      | Hamburg, Alemanya Occidental     | Terra batuda | Françoise Dürr       | Judy Tegart Lesley Turner                 | 6−8, 1−6      |
| Finalista  | 6.   | 1 de gener de 1968     | Perth                            | Gespa        | Margaret Smith Court | Rosie Casals Billie Jean King             | 6−8, 6−4, 2−6 |
| Guanyadora | 4.   | 8 de gener de 1968     | Hobart                           | Gespa        | Margaret Smith Court | Mary-Ann Eisel Judy Tegart                | 8−6, 0−6, 6−4 |
| Guanyadora | 5.   | 28 de gener de 1968    | Auckland                         | Gespa        | Kerry Melville       | Ada Bakker Astrid Suurbeek                | 6−0, 6−2      |
| Guanyadora | 6.   | 15 d'abril de 1968     | Ais de Provença (2)              | Terra batuda | Marilyn Aschner      | Edda Buding Rosie Darmon                  | 8−6, 6−3      |
| Guanyadora | 7.   | 22 de juliol de 1969   | Indianapolis, Estats Units       | Terra batuda | Lesley Turner        | Emilie Burrer Linda Tuero                 | 6−0, 10−8     |
| Finalista  | 7.   | 11 d'agost de 1969     | Haverford, Estats Units          | Gespa        | Lesley Hunt          | Margaret Smith Court Virginia Wade        | 3−6, 0−6      |
| Guanyadora | 8.   | 26 de maig de 1970     | Roland Garros (2)                | Terra batuda | Françoise Dürr       | Rosie Casals Billie Jean King             | 6−1, 3−6, 6−3 |
| Guanyadora | 9.   | 19 de juliol de 1970   | Cincinnati, Estats Units         | Terra batuda | Rosie Casals         | Helen Gourlay Pat Walkden                 | 12−10, 6−1    |
| Guanyadora | 10.  | 20 de juliol de 1970   | Indianapolis (2)                 | Terra batuda | Rosie Casals         | Helen Gourlay Pat Walkden                 | 6−2, 6−2      |
| Guanyadora | 11.  | 3 d'agost de 1970      | Haverford                        | Gespa        | Françoise Dürr       | Mary-Ann Eisel Valerie Ziegenfuss         | 6−3, 6−2      |
| Finalista  | 8.   | 24 d'agost de 1970     | South Orange, Estats Units       | Gespa        | Françoise Dürr       | Rosie Casals Virginia Wade                | 3−6, 4−6      |
| Finalista  | 9.   | 29 de desembre de 1970 | Christchurch, Nova Zelanda       | Gespa        | Evonne Goolagong     | Kathleen Harter Winnie Shaw               | 4−6, 6−4, 5−7 |
| Guanyadora | 12.  | 19 d'abril de 1971     | Catània, Itàlia                  |              | Helga Schultze       | Pam Teeguarden Virginia Wade              | 6−4, 6−4      |
| Guanyadora | 13.  | 24 de maig de 1971     | Roland Garros (3)                | Terra batuda | Françoise Dürr       | Helen Gourlay Kerry Harris                | 6−4, 6−1      |
| Finalista  | 10.  | 5 de juliol de 1971    | Newport, Regne Unit              | Gespa        | Winnie Shaw          | Helen Gourlay Kerry Harris                | 3−6, 6−8      |
| Finalista  | 11.  | 28 de juliol de 1971   | Venècia, Itàlia                  | Terra batuda | Françoise Dürr       | Rosie Casals Judy Tegart-Dalton           | 6−3, 4−6, 4−6 |
| Finalista  | 12.  | 2 d'agost de 1971      | Cincinnati                       | Terra batuda | Winnie Shaw          | Helen Gourlay Kerry Harris                | 4−6, 4−6      |
| Finalista  | 13.  | 1 de setembre de 1971  | US Open, Estats Units            | Gespa        | Françoise Dürr       | Rosie Casals Judy Tegart-Dalton           | 3−6, 3−6      |
| Finalista  | 14.  | 24 d'abril de 1972     | Roma, Itàlia                     | Terra batuda | Rosalba Vido         | Lesley Hunt Olga Morozova                 | 3−6, 4−6      |
| Guanyadora | 14.  | 16 d'octubre de 1972   | Barcelona, Espanya               | Terra batuda | Nathalie Fuchs       | Michèle Gurdal Monique Van Haver          | 6−4, 6−2      |
| Guanyadora | 15.  | 26 de febrer de 1973   | Fort Lauderdale, Estats Units    | Terra batuda | Virginia Wade        | Evonne Goolagong Janet Young              | 4−6, 6−3, 6−2 |
| Finalista  | 15.  | 5 de març de 1973      | Dallas, Estats Units             | Moqueta (i)  | Virginia Wade        | Evonne Goolagong Janet Young              | 3−6, 2−6      |
| Finalista  | 16.  | 3 de juny de 1974      | Roland Garros                    | Terra batuda | Katja Ebbinghaus     | Chris Evert Olga Morozova                 | 3−6, 6−2, 1−6 |
| Guanyadora | 16.  | 5 d'agost de 1974      | Indianapolis (3)                 | Terra batuda | Julie Heldman        | Chris Evert Jeanne Evert                  | 6−3, 6−1      |
| Guanyadora | 17.  | 12 d'agost de 1974     | Toronto, Canadà                  | Terra batuda | Julie Heldman        | Chris Evert Jeanne Evert                  | 6−3, 6−4      |
| Finalista  | 17.  | 18 d'agost de 1974     | Newport, Estats Units            | Gespa        | Julie Heldman        | Lesley Charles Sue Mappin                 | 2−6, 5−7      |
| Finalista  | 18.  | 5 d'agost de 1975      | Indianapolis                     | Terra batuda | Julie Heldman        | Fiorella Bonicelli María Isabel Fernández | 6−3, 5−7, 3−6 |
| Finalista  | 19.  | 12 d'abril de 1976     | Montecarlo, Mònaco               | Terra batuda | Rosie Darmon         | Katja Ebbinghaus Helga Niessen Masthoff   | 3−6, 5−7      |
| Guanyadora | 18.  | 31 de maig de 1976     | Roland Garros (4)                | Terra batuda | Fiorella Bonicelli   | Kathleen Harter Helga Niessen Masthoff    | 6−4, 1−6, 6−3 |
| Finalista  | 20.  | 29 de maig de 1978     | Roland Garros (2)                | Terra batuda | Lesley Turner        | Mima Jaušovec Virginia Ruzici             | 7−5, 4−6, 6−8 |

### Dobles mixts: 1 (1−0)
| Títols per superfície |
| --------------------- |
| Dura (0−0)            |
| Gespa (1−0)           |
| Terra batuda (0−0)    |

| Resultat   | Núm. | Data               | Torneig          | Superfície | Parella    | Oponents                    | Marcador |
| ---------- | ---- | ------------------ | ---------------- | ---------- | ---------- | --------------------------- | -------- |
| Guanyadora | 1.   | 2 de gener de 1967 | Perth, Austràlia | Gespa      | Tony Roche | Margaret Smith Brian Bowman | 9−7, 6−4 |

## Trajectòria

### Individual
| Torneig | 1962 | 1963 | 1964 | 1965 | 1966 | 1967 | 1968 | 1969 | 1970 | 1971 | 1972 | 1973 | 1974 | 1975 | 1976 | 1977 | 1977 | 1978 | 1979 | 1980 | 1981 | 1982 | Títols |
| --- | ---- | ---- | ---- | ---- | ---- | ---- | ---- | ---- | ---- | ---- | ---- | ---- | ---- | ---- | ---- | ---- | ---- | ---- | ---- | ---- | ---- | ---- | ------ |
| Open d'Austràlia | 1R   | 3R   | 2R   | 2R   | 3R   | QF   | 3R   | 1R   | A    | 1R   | QF   | A    | A    | A    | A    | A    | A    | A    | A    | 1R   | A    | A    | 0 / 11 |
| Roland Garros | A    | A    | A    | 4R   | 4R   | 4R   | QF   | 2R   | 3R   | QF   | 3R   | A    | 1R   | 2R   | 2R   | A    | A    | 1R   | 1R   | 1R   | 1R   | 1R   | 0 / 16 |
| Wimbledon | A    | A    | A    | 2R   | 3R   | 1R   | 1R   | 2R   | 3R   | 2R   | 1R   | A    | 2R   | 1R   | 1R   | 2R   | 2R   | A    | 1R   | A    | A    | A    | 0 / 13 |
| US Open | A    | A    | A    | 2R   | 1R   | A    | A    | 2R   | 3R   | 3R   | A    | A    | 1R   | 1R   | 2R   | 1R   | 1R   | 2R   | 1R   | A    | A    | A    | 0 / 11 |
| Llegenda: G: Guanyadora; F: Finalista; SF: Semifinalista; QF: Quarts de final; Q: Qualificació; A: Absent; RR: Round Robin |      |      |      |      |      |      |      |      |      |      |      |      |      |      |      |      |      |      |      |      |      |      |        |

### Dobles
| Open d'Austràlia | 2R | QF | 1R | SF | QF | A  | A  | SF | A | A  | A  | A  | A | A | A  | A  | 1R | A  | A  | A | A  | 0 / 7  |
| Roland Garros | SF | QF | G  | QF | SF | G  | G  | 2R | A | F  | SF | G  | A | A | F  | QF | 1R | 2R | 2R | A | 1R | 0 / 17 |
| Wimbledon | 2R | 2R | QF | 1R | QF | QF | SF | 1R | A | 3R | SF | A  | A | A | 1R | A  | A  | A  | A  | A | A  | 0 / 11 |
| US Open | A  | SF | A  | A  | QF | SF | F  | A  | A | A  | 1R | 3R | A | A | A  | A  | A  | A  | A  | A | A  | 0 / 6  |
| Llegenda: G: Guanyadora; F: Finalista; SF: Semifinalista; QF: Quarts de final; Q: Qualificació; A: Absent; RR: Round Robin |    |    |    |    |    |    |    |    |   |    |    |    |   |   |    |    |    |    |    |   |    |        |